# Xenocrates
Xenocrates (Ξενοκράτης; khoảng 396/5 – 314/3 tr.CN) của Chalcedon là một triết gia, nhà toán học Hy Lạp cổ đại, lãnh đạo trường học của Platon (Akademia, Ἀκαδήμεια) từ khoảng 339/8 tới 314/3 tr.CN. Các bài giảng của ông đi theo luận thuyết của Platon, nhưng ông cố gắng xác định rõ ràng và cụ thể hơn, thường với các yếu tố toán học. Ông phân biệt ba dạng tồn tại, cảm giác và tri giác, và một loại nữa tổ hợp của hai loại đó, tương ứng với quan niệm. Tính đơn nhất và tính lưỡng nguyên ong coi như các vị thần cai trị vũ trụ, và linh hồn một số tự vận động. Thượng đế tràn ngập mọi thứ, và có những thế lực hắc ám, trung gian giữa thần thánh và con người, thứ ẩn trong linh hồn. Ông cho rằng các thực thể toán học và các ý niệm của Platon là đồng nhất, không như Platon người phân biệt chúng. Trong cuốn Đạo đức học, ông giảng rằng đức hạnh sinh ra đạo đức, nhưng những điều tốt bên ngoài có thể giúp đỡ nó và cho phép nó ảnh hưởng tới mục đích của mình.